# Zdzisław Kowalczuk
Zdzisław Kowalczuk (ur. 22 października 1953 w Gdańsk|u) – polski inżynier, profesor nauk technicznych.

## Życiorys
W 1978 ukończył studia w zakresie automatyki i informatyki na Wydziale Elektroniki Politechniki Gdańskiej, następnie rozpoczął pracę na macierzystej uczelni. W 1986 obronił pracę doktorską, w 1993 habilitował się na Politechnice Śląskiej na podstawie pracy Dyskretne modele w projektowaniu układów sterowania. W 1996 mianowany profesorem nadzwyczajnym, w 2003 otrzymał tytuł profesora nauk technicznych. W 2006 założył i od tego czasu kieruje Katedrą Systemów Decyzyjnych i Robotyki PG. W latach 2005–2008 był prorektorem PG ds. współpracy i rozwoju.
W swojej pracy naukowej zajmuje się projektowaniem komputerowych systemów sterowania. W 1999 otrzymał Nagrodę Fundacji na rzecz Nauki Polskiej za badania w zakresie automatyki, dotyczące projektowania adaptacyjnych układów sterowania procesami czasu ciągłego.

## Odznaczenia
- Srebrny Krzyż Zasługi (1999)[2]
- Złoty Krzyż Zasługi (2002)[3]